# Rezoluce Rady bezpečnosti OSN č. 1
Rezoluce Rady bezpečnosti OSN č. 1 byla přijata bez hlasování na zasedání 25. ledna 1946. Ustanovovala vytvoření Výboru vojenského personálu (Military Staff Committee) a jeho první zasedání stanovila na 1. února téhož roku v Londýně, kde mělo dojít k návrhu organizace výboru a jeho standardních procedur. Výbor měl být sestaven z náčelníků generálních štábů ozbrojených sil všech pěti stálých členů Rady bezpečnosti. Vytvoření Výboru vojenského personálu proběhlo na základě článku 47 Charty OSN.